# 内比乌诺
内比乌诺（義大利語：Nebbiuno），是意大利诺瓦拉省的一个市镇。总面积8平方公里，人口1855人，人口密度231.9人/平方公里（2009年）。ISTAT代码为003103。